# Çağlayancerit
Çağlayancerit là một huyện thuộc tỉnh Kahramanmaraş, Thổ Nhĩ Kỳ. Huyện có diện tích 417 km² và dân số thời điểm năm 2007 là 26846 người, mật độ 64 người/km².